# Янг-Соух-тегін
Янг-Соух-тегін (д/н — 589) — тегін Пайкендського володіння (південнозахідної Трансоксіани) в Тюркському каганаті в 587—589 роках. У китайських джерелах відомий як Янсу-тегін та Ян Сук, у перських — Шир-і Кішвар (ШИрі Кішвару) та Шаба (Саве-шах), в уйгурських — Дулу-хан.

## Життєпис
Другий син ябгу-тардуша Кара-Чурин-Тюрка. Відомостей про більшу частину життя обмаль. 587 року відзначився в поході проти Талоп'єн Апа-хана, що захопив значну частину Трансоксіани. Після поразки того в битві біля Ікару (поблизу Бухари) Янг-Соух-тегін отримав у володіння Пайкенд і Бухару (фактично Бухарську Согдіану).
Доклав зусиль для відновлення міст, сприяв торгівлі. Йому приписується спорудження шахристану Бухари, а також кількох поселень у Бухарській оазі, зокрема Мамастін, Сакматін, Самтін і Фараб. Також поступово став фактичним намісником західної Трансоксіани.
589 року під час першої війни з Персією очолив тюркське військо. Спочатку йому вдалося захопити значну частину Хорасану. Щоб виграти час, шах Ормізд IV направив до тюрків посла Хуррад-Бурзіна. Прибувши в ставку Янг-Соух-тегіна, перський посол навмисно затягував перемовини, чекаючи, коли з'явиться армія Бахрама Чубіна. Найімовірніше, також Хуррад-Бурзін переконав Янг-Соух-тегіна йти до центру Держави Сасанідів, а до Герату. В битві біля Герату тюрки зазнали тяжкої поразки, а Янг-Соух-тегін загинув.
Пайкендське володіння перейшло до його сина Буюрука.